# 胶山
胶山，位于中国江苏省无锡市锡山区安镇街道北部的一座自然山峰。山体高125.8米，东西长3.5公里，南北宽0.8公里，总占地约200多公顷。东至锡东大道，西接吼山、凤凰山，南临无锡东站。

## 简介
当地流传被奉为盐商鼻祖的商朝大夫胶鬲死后葬在此山南麓，故而得名胶山。
自宋代以来，胶山便是文人墨客云集之地。元朝谢应芳、倪瓒，明朝唐寅、文征明以及安国等文化名人均有与胶山相关的诗作、画作。明清两朝，胶山及其周边地区均成为锡山安氏家族田产。被王世贞誉为“两百年来东南一名区也”的西林园在鼎盛时期曾涵盖整个胶山。
明朝中期，江南富商安国因个人酷爱桂花，并于胶山上种植桂花二里余，而被称为“桂坡公”。
2015年纳入翠屏山旅游度假区一体规划。

## 人文古迹
- 胶山古寺
- 安公洞
- 安国墓
- 李纲祠
- 洞虚观